# Abborrtjärnen (Grythyttans socken, Västmanland, 661627-144055)
Abborrtjärnen är en sjö i Hällefors kommun i Västmanland och ingår i Norrströms huvudavrinningsområde.